# Rambo Amadeus

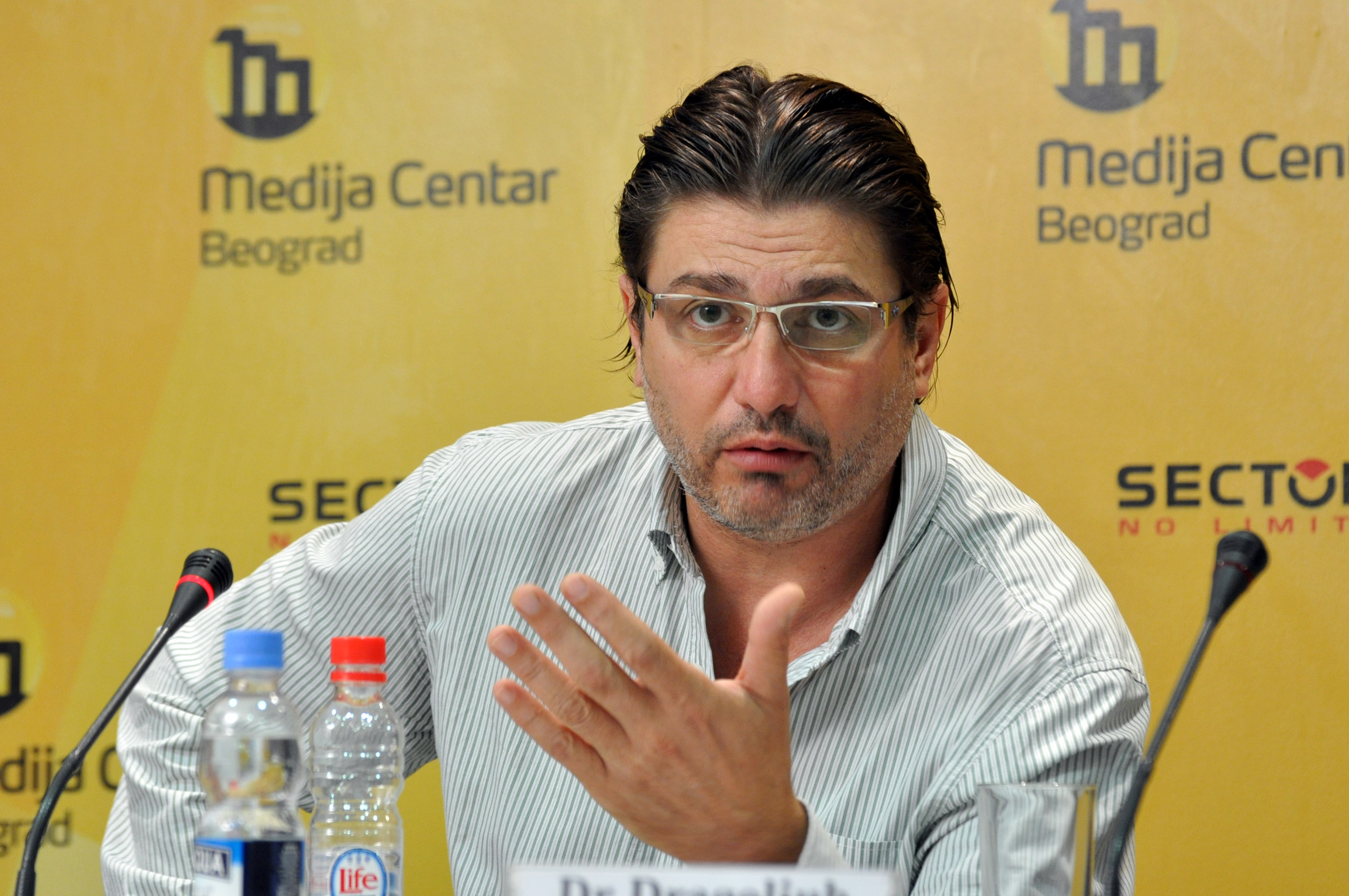
Rambo Amadeus (2013)

Rambo Amadeus (serbisch-kyrillisch Рамбо Амадеус, eigentl.: Antonije Pušić, * 14. Juni 1963 in Kotor) ist ein Sänger und Komponist aus Montenegro. Er bezeichnet sich selbst als Musiker, Poet & Medien-Manipulator.

## Leben und Wirken
Sein erstes Soloalbum erschien 1988, er mixte darauf unterschiedliche Musikstile wie Jazz, Rap, Rock und Funk mit zumeist satirischen politischen Texten und prägte dort schon den Begriff Turbo-Folk. Seine kruden improvisierten Live-Auftritte waren ein Medien-Phänomen im damaligen Jugoslawien und wurden vor allem zur Zeit der Balkankonflikte populär. Häufiger wurden seine Darbietungen mit denen von Frank Zappa verglichen.

## Eurovision Song Contest
Rambo Amadeus wurde durch eine interne Auswahl des Senders RTCG zum Vertreter Montenegros beim Eurovision Song Contest 2012 in Baku ernannt. Mit dem satirischen Funk-Rap Euro Neuro startete er im ersten Halbfinale, konnte sich aber nicht für das Finale des Wettbewerbs qualifizieren. Seinen ersten „Auftritt“ hatte Rambo Amadeus bereits beim Eurovision Song Contest 1991 in Rom, und zwar als Erwähnung im Text des jugoslawischen Beitrags Brazil der Sängerin Bebi Dol. Dort heißt es: „Za Ramba, Dina, šta, šta, šta / da sam novu igru smislila“ („Für Rambo und Dino [d. h. Dino Dvornik] habe ich einen neuen Tanz erfunden“).

## Diskografie
Alben
- 1988: O tugo jesenja
- 1989: Hoćemo gusle
- 1991: Psihološko propagandni komplet M-91
- 1995: Muzika za decu
- 1996: Mikroorganizmi
- 1997: Titanik
- 1998: Metropolis B (tour-de-force)
- 2000: Don't happy, be worry
- 2005: Oprem Dobro
- 2008: Hipishizik Metafizik
- 2015: Vrh Dna